# Domianoí
Domianoí är en ort i Grekland.   Den ligger i prefekturen Nomós Evrytanías och regionen Grekiska fastlandet, i den centrala delen av landet, 200 km nordväst om huvudstaden Aten. Domianoí ligger 664 meter över havet och antalet invånare är 161.
Terrängen runt Domianoí är bergig åt sydväst, men åt nordost är den kuperad. Runt Domianoí är det ganska glesbefolkat, med 23 invånare per kvadratkilometer. Närmaste större samhälle är Karpenísi, 11,0 km söder om Domianoí. I omgivningarna runt Domianoí växer i huvudsak blandskog.